# Габай, Владимир Бенцианович
Владимир Бенцианович Габай (7 октября 1946 года, Ленинград — 26 сентября 2022 года) — композитор, пианист, аранжировщик, дирижёр. С 1980 года по 1985 год — руководитель ленинградского ансамбля «Джаз-комфорт».

## Биография
В 1971 году окончил Ленинградскую государственную консерваторию. В 1972—1980 годах — работал аранжировщиком и пианистом в Ленинградском концертном оркестре. С 1980 года по 1985 год — руководил известным ленинградским ансамблем «Джаз-комфорт». Затем некоторое время был музыкальным руководителем группы «Секрет». Делал оркестровки к произведениям Андрея Петрова, Анатолия Кальварского, Марка Фрадкина, Якова Дубравина и других композиторов. Как автор песен сотрудничал с Алексеем Римицаном, Вячеславом Вербиным и другими поэтами. В конце 1980-х годов широкой известностью пользовалась песня Владимира Габая «Прощай, мой день!» в исполнении Михаила Боярского. В 1991 году Владимир эмигрировал в Израиль, где в течение пяти лет работал аранжировщиком, пианистом, а затем и дирижёром в «Биг-Бэнд-Эйлат». С 1996 года по 2007 год проживал в Торонто, где работал на частной студии звукозаписи. Затем жил и работал в США.

## Фильмография

### Композитор
- 1980 год — «Крутой поворот»[10]

## Известные песни
- «Прощай, мой день!» (слова Вячеслава Вербина), исполняет Михаил Боярский
- «Переводная картинка» (слова Вячеслава Вербина), исполняет Михаил Боярский
- «Месье Музыка» (слова Вячеслава Вербина), исполняет Михаил Боярский[11]